# Пантюхов Юрій Борисович
Юрій Борисович Пантюхов (рос. Юрий Борисович Пантюхо́в; нар. 15 березня 1931, Коломна, Московська область, СРСР — пом. 22 жовтня 1982) — радянський хокеїст, нападник.
Олімпійський чемпіон і заслужений майстер спорту СРСР (1956).

## Клубна кар'єра
Виступав за московські  команди «Крила Рад» (1949-1951), ВПС (1951-1953), ЦСКА (1953-1961) та ленінградський СКА (1961-1962). У складі столичних армійських клубів вісім разів здобував перемоги у чемпіонатах СРСР. Найбільш вдалими були другий та третій сезони у ЦСКА. Команда вигравала золоті нагороди, а Пантюхов по 19 та 25 разів вражав ворота суперників за турнір. Здебільшого роздавав результативні передачі партнерам, ніж забивав сам. Всього у чемпіонатах СРСР провів 230 матчів (121 гол). Шестиразовий володар кубка СРСР. Найкращий снайпер турніру 1956 року — сім закинутих шайб.

## Виступи у збірній
У складі національної збірної здобув золоту нагороду на Олімпійських іграх 1956 у Кортіна-д'Ампеццо. На турнірі грав у ланці з Олексієм Гуришевим та Миколою Хлистовим. Завершував виступи у збірній уже з іншими партнерами: Веніаміном Александровим та Костянтином Локтєвим.
Чемпіон світу 1956; другий призер 1957, 1958, 1959. На чемпіонатах Європи — три золоті (1956, 1958, 1959) та одна срібна нагорода (1957). На чемпіонатах світу та Олімпійських іграх провів 28 ігор (13 закинутих шайб), а всього у складі збірної СРСР — 68 матчів (32 голи).

## Подальше життя
У 1961 році закінчив військовий факультет Державного інституту фізичної культури ім. П. Ф. Лесгафта.
Після завершення кар'єри гравця був тренером команди СКА МВО. Працював в управлінні «Спортлото» та відділі спортивних ігор Центральної ради товариства «Зеніт».

## Нагороди та досягнення
| Нагороди         | Команда              | Кіл. | Роки                   |
| ---------------- | -------------------- | ---- | ---------------------- |
| Олімпійські ігри |                      |      |                        |
| Золото           | СРСР                 | 1    | 1956                   |
| Чемпіонат світу  |                      |      |                        |
| Золото           | СРСР                 | 1    | 1956                   |
| Срібло           | СРСР                 | 3    | 1957, 1958, 1959       |
| Чемпіонат Європи |                      |      |                        |
| Золото           | СРСР                 | 3    | 1956, 1958, 1959       |
| Срібло           | СРСР                 | 1    | 1957                   |
| Чемпіонат СРСР   |                      |      |                        |
| Золото           | ВПС (Москва)         | 2    | 1952, 1953             |
| Золото           | ЦСКА (Москва)        | 6    | 1955, 1956, 1958-1961  |
| Срібло           | ЦСКА (Москва)        | 2    | 1954, 1957             |
| Бронза           | «Крила Рад» (Москва) | 2    | 1950, 1951             |
| Кубок СРСР       |                      |      |                        |
| Володар          | «Крила Рад» (Москва) | 1    | 1951                   |
| Володар          | ВПС (Москва)         | 1    | 1952                   |
| Володар          | ЦСКА (Москва)        | 4    | 1954, 1955, 1956, 1961 |